# Region Turystyczny Kŭmgangsan
Region Turystyczny Kŭmgangsan (kor. 금강산 관광 지구) − specjalny region administracyjny Korei Północnej, wydzielony w 2002 roku do obsługi ruchu turystycznego z Korei Południowej na obszarze Gór Diamentowych (Kŭmgangsan), drugiego pod względem wysokości obszaru górskiego Korei Północnej.
Turyści południowokoreańscy mogą odwiedzać ten region już od roku 1998. Zazwyczaj przybywają tutaj na statkach wycieczkowych, rzadziej autobusami. W 2002 roku obszar ten został wydzielony z prowincji Kangwŏn i ma status odrębnego specjalnego regionu turystycznego.